# Victoria (Guyana)
Victoria ist eine Siedlung von Guyana in der Region Demerara-Mahaica. Es war das erste Dorf in Guyana, welches von afrikanisch-stämmigen Einwohnern mit gemeinsamen Mitteln gekauft wurde, nachdem sie kurz zuvor ihre Freiheit aus der Sklaverei errungen hatten.

## Geographie
Der Ort liegt an der Atlantik-Küste im Gebiet von Enmore-Hope Village District, etwa 20 km östlich von Georgetown.
Der Ort ist wie alle Orte entlang der Küste am Reißbrett angelegt. Landwirtschaftliche Flächen erstrecken sich von der Küste aus schnurgerade ins Hinterland. Im Umkreis liegen die Orte John and Cove (W) und Belfield (O).

## Geschichte
Die Kommune wurde ursprünglich als Plantage gegründet. Sie hieß „Fort Wellington“. Im November 1839 legten 83 ehemalige Sklaven aus fünf nahegelegenen Plantagen (Douchfour, Ann’s Grove, Hope, Paradise und Enmore) ihre Ersparnisse zusammen und erwarben die Plantation Northbrook für 30.000 Gulden (umgerechnet: $10.283,63). Jeder der 83 Eigentümer erhielt ein Los Land. Nach der Erwerbung benannten sie die Siedlung um in „Victoria“, entweder zu Ehren von Englands Königin Victoria, oder als Erinnerung an den 'Sieg', den die ehemaligen Sklaven errungen hatten.
Der Ort war 1845 einer der ersten, welcher einen „Code of local government“ in Guyana erhielt. Das Dorf entwickelte sich zu einem der führenden Exporteure für Kokos und Cassava-Produkte.
Die erste Kirche die dort gebaut wurde, eine Congregationalist Church, wurde nach dem Abolitionisten William Wilberforce benannt und  1845 fertig gestellt. Eine Gedenktafel in der Kirche ehrt auch William Africa Baptiste ('Boss Africa'), der als 'Vater des Dorfes' galt. Baptiste starb 1881. Er war der erste Lehrer im Dorf gewesen. Wilberforce Congregational Church ist bis heute in Nutzung.
Der guyanische Dramatiker-Pionier, Bertram Charles, wurde in Victoria geboren und organisierte 1963 eine Reihe von Creole Breakfasts-Veranstaltungen um künstlerisches und kulturelles Leben in dem Gebiet anzuregen.
William Nicholas Arnos History of Victoria Village ist ein Bericht der Ursprünge und Entwicklung des Dorfes.